# 服部尚志
服部 尚志（はっとり ひさし、1892年（明治25年）6月12日 - 1954年（昭和29年）5月29日）は、大日本帝国陸軍軍人。最終階級は陸軍少将。

## 経歴・人物
福岡県出身。旧姓は伊奈。1911年（明治44年）福岡県立中学修猷館を経て、1914年（大正3年）5月陸軍士官学校第26期卒業。
1940年（昭和15年）7月独立歩兵第5大隊長（駐蒙軍、独立混成第2旅団）として支那事変（日中戦争）に出動し、張家口に駐屯して警備と討伐作戦に従軍。同年8月大佐に累進。1943年（昭和18年）9月南方軍測量隊長に就任。
1945年（昭和20年）3月少将に進み、同年5月独立混成第34旅団長となり、ベトナム・ユエ（フエ）に駐屯して終戦を迎えた。
1947年（昭和22年）11月28日、公職追放仮指定を受けた。